# Запищиково
Запи́щиково (рос. Запищиково, ерз. Запищиково) — селище у складі Ковилкінського району Мордовії, Росія. Входить до складу Русько-Лашминського сільського поселення.
Населення — 21 особа 2010; 25 у 2002).
Національний склад станом на 2002 рік:
- мордва — 80 %